# Castillo-Albaráñez
Castillo-Albaráñez là một đô thị trong tỉnh Cuenca, cộng đồng tự trị Castile-La Mancha Tây Ban Nha. Đô thị này có diện tích là 12,43 ki-lô-mét vuông, dân số năm 2009 là 22 người với mật độ 1,77 người/km². Đô thị này có cự ly km so với tỉnh lỵ Cuenca.